# Catagramma cyllene
Catagramma cyllene är en fjärilsart som beskrevs av Doubleday 1847. Catagramma cyllene ingår i släktet Catagramma och familjen praktfjärilar. Inga underarter finns listade i Catalogue of Life.